# Championnat du monde Red Bull de course aérienne 2017
Navigation
Championnat 2016 Championnat 2018
Le Championnat du monde Red Bull Air Race 2017 (Red Bull Air Race World Championship 2017 en anglais) est la dixième édition du Championnat Red Bull de course aérienne se déroulant du 10 février au 15 octobre. Les pilotes volent pour remporter le titre de champion gagné par Matthias Dolderer lors de la saison précédente.

## Master class

### Réglementation
- Tous les concurrents ont le même moteur à six cylindres Lycoming Thunderbolt AEIO-540-EXP, les mêmes hélices tripales Hartzell et le même échappement[1]. Les avions ont ainsi des performances semblables.
- Les pylônes sont faits d’un matériel en nylon léger, de même type que les voiles des bateaux, les rendant extrêmement facile à éclater s’ils venaient à être coupés par les ailes ou l'hélice des avions.
- La hauteur des pylônes a elle aussi été augmentée passant de 20 à 25 mètres afin que les pilotes aient une plus grande amplitude de passage.

| Position | 1er | 2e | 3e | 4e | 5e | 6e | 7e | 8e | 9e | 10e | 11e - 14e |
| Points   | 15  | 12 | 9  | 7  | 6  | 5  | 4  | 3  | 2  | 1   | 0         |
| -------- | --- | -- | -- | -- | -- | -- | -- | -- | -- | --- | --------- |

### Pénalités
1 seconde :
- Fumigène non activé et/ou défectueux
- Vitesse d'entrée entre 200.01 et 200.99 knots

2 secondes :
- Angle incorrect au passage d'une porte (angle supérieur à 10°)
- Hauteur trop élevée au passage d'une porte
- Descente ou monté au passage d'une porte

3 secondes :
- 1er pylône heurté
- 2e pylône heurté

Disqualification ou Did not finish :
- Facteur de charge supérieur à 10G pendant plus de 0.6 secondes
- 3e pylône heurté
- Ordre du directeur de course ignoré
- Vol dangereux
- Franchissement de la ligne de sécurité
- Vitesse d'entrée supérieur à 201.00 knots

### Participants
| Classement 2016 | Numéro | Pilote            | Équipe                 | Avion             | Saisons disputées | Meilleur classement |
| --------------- | ------ | ----------------- | ---------------------- | ----------------- | ----------------- | ------------------- |
| 1               | 21     | Matthias Dolderer | Team Matthias Dolderer | Zivko Edge 540 V3 | 5                 | 1er                 |
| 2               | 95     | Matt Hall         | Matt Hall Racing       | Zivko Edge 540 V3 | 5                 | 2e                  |
| 5               | 27     | Nicolas Ivanoff   | Team Ivanoff Hamilton  | Zivko Edge 540    | 9                 | 4e                  |
| 6               | 31     | Yoshi Muroya      | Team Deepblues         | Zivko Edge 540 V3 | 5                 | 6e                  |
| 7               | 84     | Pete McLeod (en)  | Pete Mcleod Aerosports | Zivko Edge 540 V3 | 5                 | 5e                  |
| 8               | 10     | Kirby Chambliss   | Team Red Bull          | Zivko Edge 540 V3 | 9                 | 1er                 |
| 9               | 8      | Martin Šonka      | Red Bull Team Šonka    | Zivko Edge 540 V3 | 4                 | 4e                  |
| 10              | 99     | Michael Goulian   | Goulian Aerosports     | Zivko Edge 540    | 8                 | 5e                  |
| 11              | 26     | Juan Velarde      | Team Velarde           | Zivko Edge 540    | 2                 | 11e                 |
| 12              | 12     | François Le Vot   | FLV Racing Team 12     | Zivko Edge 540 V3 | 2                 | 12e                 |
| 13              | 37     | Peter Podlunsek   | Team Podlunsek         | Zivko Edge 540    | 1                 | 13e                 |
| 14              | 18     | Petr Kopfstein    | Team Kopfstein         | Zivko Edge 540 V3 | 1                 | 14e                 |
| 15              | 5      | Cristian Bolton   | Cristian Bolton Racing | Zivko Edge 540    |                   | 15e                 |
|                 | 11     | Mikael Brageot    | Breitling Racing Team  | MXR MXS-R         |                   |                     |

Hannes Arch et Nigel Lamb occupaient respectivement la place de 3e et 4e lors de la saison 2016.
Matt Hall est passé de l'Edge 540 à l'Edge 540 V3 dès San Diego tandis que François Le Vot passera sur le nouvel Edge 540 V3 à partir de Budapest.

### Épreuves
| N° | Date (Qualifications et course) | Ville        | Lieu                                                 | Édition | Vainqueur       | Meilleur temps des qualifications |
| -- | ------------------------------- | ------------ | ---------------------------------------------------- | ------- | --------------- | --------------------------------- |
| 75 | 10 février - 11 février         | Abou Dabi    | Port Zayed - Corniche d’Abu Dhabi                    | 10e     | Martin Šonka    | Martin Šonka                      |
| 76 | 15 avril - 16 avril             | San Diego    | Dans la Baie de San Diego                            | 4e      | Yoshi Muroya    | Matthias Dolderer                 |
| 77 | 3 juin - 4 juin                 | Chiba        | Devant le Chiba Marine Stadium                       | 3e      | Yoshi Muroya    | Pete McLeod (en)                  |
| 78 | 1er juillet - 2 juillet         | Budapest     | Devant le Parlement                                  | 8e      | Kirby Chambliss | Pete McLeod (en)                  |
| 79 | 22 juillet - 23 juillet         | Kazan        |                                                      | 1er     | Kirby Chambliss | Pete McLeod (en)                  |
| 80 | 2 septembre - 3 septembre       | Porto/Gaia   | Au-dessus du Douro, entre Porto et Vila Nova de Gaia | 4e      | Martin Šonka    | Pete McLeod (en)                  |
| 81 | 16 septembre - 17 septembre     | Lausitz      | Au-dessus du circuit EuroSpeedway Lausitz            | 3e      | Yoshi Muroya    | Matt Hall                         |
| 82 | 14 octobre - 15 octobre         | Indianapolis | Sur le circuit d'Indianapolis Motor Speedway         | 2e      | Yoshi Muroya    | Matt Hall                         |

### Classements
| Classement | Pilote            | Drapeau des Émirats arabes unis | Drapeau des États-Unis | Drapeau du Japon | Drapeau de la Hongrie | Drapeau de la Russie | Drapeau du Portugal | Drapeau de l'Allemagne | Drapeau des États-Unis | Total des points |
| ---------- | ----------------- | ------------------------------- | ---------------------- | ---------------- | --------------------- | -------------------- | ------------------- | ---------------------- | ---------------------- | ---------------- |
| 1          | Yoshi Muroya      | 0                               | 15                     | 15               | 9                     | 0                    | 5                   | 15                     | 15                     | 74               |
| 2          | Martin Šonka      | 15                              | 6                      | 9                | 7                     | 2                    | 15                  | 9                      | 7                      | 70               |
| 3          | Pete McLeod (en)  | 9                               | 1                      | 4                | 12                    | 12                   | 12                  | 6                      | 0                      | 56               |
| 4          | Kirby Chambliss   | 0                               | 7                      | 3                | 15                    | 15                   | 7                   | 5                      | 1                      | 53               |
| 5          | Petr Kopfstein    | 0                               | 5                      | 12               | 6                     | 7                    | 4                   | 3                      | 6                      | 43               |
| 6          | Matt Hall         | 1                               | 2                      | 5                | 3                     | 5                    | 9                   | 12                     | 3                      | 40               |
| 7          | Matthias Dolderer | 7                               | 9                      | 7                | 0                     | 1                    | 3                   | 0                      | 12                     | 39               |
| 8          | Juan Velarde      | 12                              | 0                      | 1                | 2                     | 6                    | 0                   | 7                      | 9                      | 37               |
| 9          | Michael Goulian   | 5                               | 3                      | 6                | 0                     | 9                    | 1                   | 0                      | 4                      | 28               |
| 10         | Mikael Brageot    | 2                               | 0                      | 2                | 5                     | 0                    | 6                   | 4                      | 5                      | 24               |
| 11         | Nicolas Ivanoff   | 6                               | 4                      | 0                | 4                     | 0                    | 0                   | 2                      | 0                      | 16               |
| 12         | Peter Podlunsek   | 0                               | 12                     | 0                | 0                     | 0                    | 2                   | 0                      | 0                      | 14               |
| 13         | Cristian Bolton   | 4                               | 0                      | 0                | 0                     | 3                    | 0                   | 0                      | 2                      | 9                |
| 14         | François Le Vot   | 3                               | 0                      | 0                | 1                     | 4                    | 0                   | 1                      | 0                      | 9                |

| Sigle  | Terminologie                   |
| ------ | ------------------------------ |
| DNS    | Did not start                  |
| DNF/DQ | Did not finish ou Disqualified |

## Challenger Cup

### Réglementation
- Tous les concurrents volent sur des Extra 330LX fournis par Red Bull.
- Chaque pilote participera à au moins quatre courses.
- Les quatre meilleurs scores de chacun seront additionnés.
- Les six meilleurs pilotes seront conviés à participer à la finale.

| Position | 1er | 2e | 3e | 4e | 5e | 6e - 11e |
| Points   | 10  | 8  | 6  | 4  | 2  | 0        |
| -------- | --- | -- | -- | -- | -- | -------- |

### Participants
| Pays                                        | Pilote          |
| ------------------------------------------- | --------------- |
| Drapeau de la France                        | Mélanie Astles  |
| Drapeau de l'Allemagne                      | Florian Berger  |
| Drapeau de la République populaire de Chine | Kenny Chiang    |
| Drapeau des États-Unis                      | Kevin Coleman   |
| Drapeau de la Pologne                       | Luke Czepiela   |
| Drapeau de la Hongrie                       | Daniel Genevey  |
| Drapeau du Royaume-Uni                      | Ben Murphy      |
| Drapeau de la Suède                         | Daniel Ryfa     |
| Drapeau de la France                        | Baptiste Vignes |

### Épreuves
| Classement | Pilote          | Drapeau des Émirats arabes unis | Drapeau des États-Unis | Drapeau du Japon | Drapeau de la Hongrie | [ 3 ] | Drapeau de la Russie | Drapeau du Portugal | Drapeau de l'Allemagne | Drapeau des États-Unis | Total des points |
| ---------- | --------------- | ------------------------------- | ---------------------- | ---------------- | --------------------- | ----- | -------------------- | ------------------- | ---------------------- | ---------------------- | ---------------- |
| 1          | Florian Berger  | 8                               | 10                     | R E P O R T É E  | 10                    |       |                      | 8                   | 8                      | 2                      | 38               |
| 2          | Daniel Ryfa     | 10                              |                        | R E P O R T É E  | 6                     | 8     | 0                    |                     | 10                     | 0                      | 34               |
| 3          | Luke Czepiela   | 0                               | 6                      | R E P O R T É E  | 8                     | 10    |                      |                     | 6                      | 4                      | 34               |
| 4          | Kevin Coleman   | 2                               | 8                      | R E P O R T É E  |                       | 0     | 6                    | 10                  |                        | 1                      | 27               |
| 5          | Mélanie Astles  | 6                               |                        | R E P O R T É E  |                       | 2     | 4                    | 6                   | 2                      | 5                      | 23               |
| 6          | Ben Murphy      | 4                               |                        | R E P O R T É E  |                       | 6     | 2                    | 2                   | 4                      | 3                      | 19               |
| 7          | Baptiste Vignes | 0                               | 2                      | R E P O R T É E  | 4                     | 0     | 8                    |                     |                        |                        | 14               |
| 8          | Kenny Chiang    |                                 | 0                      | R E P O R T É E  | 2                     | 0     | 10                   | 0                   |                        |                        | 12               |
| 9          | Daniel Genevey  |                                 | 4                      | R E P O R T É E  | 0                     | 4     |                      | 4                   | 0                      |                        | 12               |

| Sigle | Terminologie                                |
| ----- | ------------------------------------------- |
|       | Ne participe pas à la course                |
|       | Non pris en compte dans le classement final |